# Flavio Costantini
Flavio Costantini (Roma, 21 settembre 1926 – Genova, 20 maggio 2013) è stato un pittore e illustratore italiano.

## Biografia
Dopo il diploma di Capitano di Lungo Corso presta servizio nella Marina Militare, raggiungendo il grado di Sottotenente di Vascello. Dal 1951 al '54 naviga con la Marina Mercantile. In questi anni il suo interesse principale è la letteratura, in particolare Franz Kafka, di cui comincia a illustrare alcuni romanzi (America, Il Processo). 
Sbarcato definitivamente, si stabilisce a Rapallo, dove nel frattempo si era trasferita da Roma la sua famiglia. Per due anni progetta e disegna stoffe a Santa Margherita Ligure, poi si unisce allo studio grafico Firma di Genova e collabora con le riviste aziendali della Shell e della Esso. Lavora in maniera più continua per l'Italsider. 
Nel 1959, in seguito a un viaggio in Spagna inizia a lavorare a una serie di opere, realizzate a olio su tela, dedicate alla tauromachia. 
Dai primi anni Sessanta, dopo un viaggio in Unione Sovietica e una serie di letture e ricerche sul movimento libertario internazionale (tra cui il libro di Victor Serge, considerato dall'artista fondamentale per la sua formazione, Memorie di un rivoluzionario), la sua attenzione si rivolge quasi esclusivamente alla storia sociale: tra il 1963 e il 1979 realizza una sessantina di tempere dedicate a alcuni dei principali, e spesso traumatici, eventi della storia dell'anarchia, traendo ispirazione, in particolare, dai maggiori attentati compiuti in Italia, Francia, Spagna e Stati Uniti tra la fine degli anni Settanta dell'Ottocento e la seconda metà degli anni Venti del Novecento. 
La caratteristica principale di queste opere è l'attenzione millimetrica ai riferimenti bibliografici e iconografici dell'epoca, ricostruita con una estrema meticolosità di studio e di realizzazione pittorica. Il centro della riflessione dell'artista è però sempre la figura del rivoluzionario e il suo gesto utopico e distruttivo, uno stato d'animo che proprio Serge aveva così riassunto: "Sin dall'infanzia, mi sembra di aver sempre avuto, molto netto, il doppio sentimento che doveva dominarmi durante tutta la prima parte della mia vita: quello cioè di vivere in un mondo senza evasione possibile, dove non restava che battersi per una evasione impossibile". 
Nella ricerca di Costantini, dagli anni Ottanta in poi, l'impossibilità di evadere dalla storia e dalle sue conseguenze coinvolge i carnefici come le vittime, o è il risultato della semplice casualità degli eventi. Una condizione sostanzialmente assurda e permeata di un progressivo scetticismo nella "salvazione" politica e personale che l'artista esprime nella serie di opere dedicate all'uccisione dei Romanov come in quelle sul disastro del transatlantico Titanic. Unica possibilità di sopravvivenza, l'espressione artistica in tutte le sue forme: Costantini, sempre dagli anni Ottanta in poi, realizza una serie di ritratti - a tempera e collage - di scrittori e poeti, ritornando così all'origine della sua ispirazione, la letteratura. Uno dei suoi ultimi temi di ricerca sono stati alcuni eventi e protagonisti della Rivoluzione francese.
Da un punto di vista stilistico, l'intera opera di Costantini ha un percorso completamente personale e autonomo: autodidatta, l'artista non hai mai nascosto la sua insofferenza per il mondo dell'arte e l'impossibilità di riconoscersi in un movimento artistico definito. Fin dall'inizio, la stessa adesione alla figurazione è smentita dalle prospettive sempre spiazzanti e dalle proporzioni irregolari. Il tratto nero che delinea persone e architetture - a volte spesso, a volte solo un sottile reticolo che delinea le ombre - accompagna tutta la sua produzione ed è diventato una delle caratteristiche inconfondibili dei suoi dipinti.
Costantini è anche illustratore di numerosi libri. Tra i principali Il cavallino di fuoco di Vladimir Majakovskij (1969; ristampa 2006), Cuore di Edmondo De Amicis (1977), La linea d'ombra di Joseph Conrad (1989), Ricordi dal sottosuolo di Fëdor Dostoevskij (1997). Dal 1991 è l'autore dei manifesti della biennale "Piemonte e letteratura" che si tiene a San Salvatore Monferrato (Alessandria).
Ha collaborato con le sue illustrazioni a numerosi quotidiani e periodici nazionali, tra cui La Domenica del Corriere, Corriere della Sera, La Repubblica, L'Europeo, Panorama e L'Espresso e ha esposto in numerose gallerie e musei in Italia e all'estero, tra cui si ricordano le mostre personali a Milano presso la Galleria del Naviglio e la galleria di Arturo Schwarz; le mostre antologiche a Ferrara, alla Triennale di Milano e al Museo Luzzati di Genova; la partecipazione alla XLII edizione della Biennale di Venezia.
Il 1º luglio 2011, a Genova, è stata costituita l'Associazione Archivio Flavio Costantini che promuove, valorizza, tutela e diffonde la conoscenza dell'opera dell'artista.

## Riconoscimenti
- Premio Caran d'Ache al Salone Internazionale dei Comics (1990)